# Université Bocconi
L’université Bocconi (en italien : Università Commerciale Luigi Bocconi), ou plus simplement Bocconi, est une université privée italienne spécialisée dans les sciences économiques, la finance, les sciences politiques, le management, l'administration publique et le droit, située à Milan dans la viale Bligny.
Depuis 2010, le président de Bocconi est Mario Monti (ancien commissaire européen et Premier ministre d'Italie), dont il fut lui-même élève et recteur auparavant.

## Histoire
L’université Bocconi fut fondée en 1902, grâce à un don de Fernandino Bocconi, un riche marchand et propriétaire de la chaîne « Magazzini Bocconi » aujourd’hui La Rinascente, pour rendre hommage à son fils, Luigi, disparu lors de la bataille d’Adoua en Éthiopie.
Elle fut l’une des premières universités au monde à délivrer une maîtrise en Sciences Économiques et la première en Italie.
Sa bibliothèque consacrée aux Sciences Économiques est l'une des plus importantes d'Europe (800 000 ouvrages et 25 000 journaux recensés).
On compte parmi les anciens étudiants un grand nombre d'entrepreneurs, d'hommes d'affaires et d'hommes politiques à travers le pays.
Son école de commerce renforce depuis une décennie les rangs des grandes firmes de la finance et est celle la plus représentée (parmi les écoles étrangères) dans les effectifs, en tant qu'analystes ou traders,  tels que ceux de Goldman Sachs, Lehman Brothers, Société Générale, JP Morgan, Morgan Stanley, BlackRock, Crédit suisse, UBS ou encore HSBC. En France, ils peuvent être recensés chez Rothschild & Cie ou Lazard.
Ses étudiants y obtiennent souvent un stage avant même l'obtention du grade de licence et s'y voient proposer un CDI sans avoir fait de master, dans les plus prestigieuses banques d'investissement de la Cité de Londres ou de Wall Street à New York.
Le recteur de l'université, Andrea Sironi, est président pour deux ans (2014-2016) du CEMS, dont l'université est l'un des membres fondateurs, du PIM et a été nommé à la tête de la Bourse d'Italie en janvier 2016. Sa politique de recrutement est connue et basée sur la méritocratie.
Les invités au discours inaugural de l'année académique sont entre autres Christine Lagarde (présidente du FMI, année 2014-2015) ou Tim Cook (PDG d'Apple, année 2015-2016).
Depuis 2016, Bocconi a signé un partenariat d'enseignement et d'embauche avec LVMH dans le cadre de son Master en Management du Luxe[source insuffisante].

## Les programmes de premier cycle
L'université offre depuis 2007 neuf programmes sur concours, accessibles à l'international, après des études secondaires et dispensés intégralement en anglais.
- BDSO (Bachelor in Data, Society and Organisations) : axé sur les sciences des données et les sciences sociales[4], en partenariat avec HEC Paris[5].
- BIG (Bachelor in International Politics and Government) : axé sur la politique économique et les relations internationales, environ 80 élèves.
- BEMACC (Bachelor in Economics and Management in Arts, Culture and Communication): axé sur l’économie dans le domaine de l’art.
- BIEF (Bachelor in International Economics and Finance) : axé sur l'économétrie et la finance, environ 200 élèves.
- BIEM (Bachelor in International Economics and Management) : axé sur les sciences économiques et le management, environ 400 élèves[6].
- BESS (Bachelor in Economics and Social Sciences) : axé sur les sciences économiques et sociales avec forts fondements quantitatifs, environ 100 élèves.

## Relations et réputation internationale
L'université accueille 17 projets de recherche financés par des subventions du Conseil européen de la recherche (ERC grants) et en fait d'elle la première université européenne en nombre de dotations dans les domaines du management, de l’économie et de la finance à ce jour.
Elle fait partie du cercle des 55 business schools possédant la triple accréditation EQUIS, AMBA et AACSB.
Double-diplômes
L'université a noué une trentaine d'accords de double-diplômes avec les institutions de gestion les plus réputées de chaque pays, dont la LSE au Royaume-Uni, l'ESADE en Espagne, l'université de Saint-Gall en Suisse, l'université de Mannheim en Allemagne, Yale aux États-Unis, HEC Montréal au Canada ou encore l'Institut indien de management d'Ahmedabad en Inde. En France, elle possède des accords de double-diplômes avec HEC, l'ESSEC et Sciences Po Paris.
Échanges
L'université Bocconi a des échanges avec 281 universités dans le monde et dans 54 pays, dont en France avec HEC, l'ESSEC, l'EM Lyon, l'EDHEC, Audencia, Neoma BS, GEM, l'IÉSEG, l'université Paris-Dauphine, l'université Panthéon-Sorbonne, l'université de Strasbourg, l'université Toulouse I Capitole et Sciences-Po Paris.
Classement internationaux
Par programme :
| Programme                                      | 2018 | 2019 | 2022 |
| ---------------------------------------------- | ---- | ---- | ---- |
| Financial Times - Master in Management (monde) | 6e   | 10e  |      |
| QS Rankings - Master in Management (monde)     | 11e  | 11e  |      |
| QS Rankings - Global MBA (monde)               | 22e  | 23e  |      |
| Financial Times - Global MBA (monde)           | 29e  | 31e  |      |
| The Economist - Global MBA (monde)             | 24e  | 13e  |      |
| Financial Times - Master in Finance (monde)    | 8e   |      |      |
| QS Rankings - Master in Finance (monde)        | 8e   | 11e  | 10e  |

En tant qu'institution :
| Programme                                                 | 2018 | 2019 | 2022 |
| --------------------------------------------------------- | ---- | ---- | ---- |
| Financial Times - Best European Business Schools (Europe) | 6e   | 3e   |      |
| QS Rankings - Social Sciences and Management (monde)      | 11e  | 16e  | 10e  |
| QS Rankings - Accounting & Finance (monde)                | 29e  | 18e  | 15e  |
| QS Rankings - Economics & Econometrics (monde)            | 16e  | 16e  | 16e  |
| QS Rankings - Business & Management Studies (monde)       | 10e  | 8e   | 6e   |
| Times Higher Education - Business and Economics (monde)   | 27e  | N/A  |      |

## Campus
L'université Bocconi possède sur la Viale Bligny son propre musée d'art contemporain au sein de son campus, mais aussi sa propre chaîne TV et de radio émettant 24/24h, 8 bâtiments équipés de la fibre optique dans lesquels sont tenus les cours (tous disponibles en ligne), 7 salles de sport, 6 résidences étudiantes abritant ses propres étudiants dans le cœur de Milan,, 5 salles de jeux vidéo et une autre Graduate School of Business capable de décerner des diplômes tels que des MBA (MISB Bocconi) à Bombay (Inde). Une expansion du campus, nommée Nouveau Campus SANAA, a été réalisée entre 2013 et 2019 dans un terrain racheté en 2013 grand comme 65 % du campus originaire et situé en face de son immeuble historique. La nouvelle expansion abrite un complexe sportif ainsi qu'une nouvelle résidence étudiante.

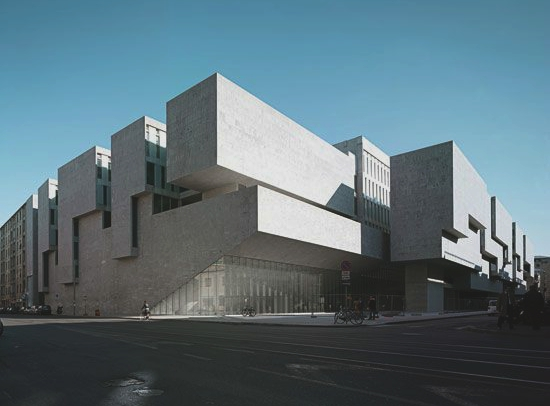
Via Roentgen Building, Bocconi, Milan.

## Personnalités liées à l'université

### Présidents
Depuis la création de l’université, six présidents se sont succédé à la tête de l’établissement.
- 1902-1914 : Leopoldo Sabbatini
- 1914-1932 : Ettore Bocconi
- 1932-1957 : Javotte Bocconi Manca di Villahermosa
- 1957-1975 : Furio Cicogna
- 1976-1994 : Giovanni Spadolini
- Depuis 1994 : Mario Monti

Depuis la création de l’université, vingt-et-un recteurs se sont succédé à la tête de l’établissement.
- 1902-1914 : Leopoldo Sabbatini
- 1914-1915 : Luigi Majno
- 1915-1917 : Pietro Bonfante
- 1917-1926 : Angelo Sraffa
- 1926-1930 : Ferruccio Bolchini
- 1930-1934 : Ulisse Gobbi
- 1934-1938 : Gustavo Del Vecchio
- 1938-1945 : Paolo Greco
- 1946-1952 : Giovanni Demaria
- 1952-1967 : Armando Sapori
- 1967-1973 : Giordano Dell'Amore
- 1974-1975 : Gianguido Scalfi
- 1975-1984 : Innocenzo Gasparini
- 1984-1989 : Luigi Guatri
- 1989-1994 : Mario Monti
- 1994-2000 : Roberto Ruozi
- 2000-2004 : Carlo Secchi
- 2004-2008 : Angelo Provasoli
- 2008-2012 : Guido Tabellini
- 2012-2016 : Andrea Sironi
- Depuis 2016 : Gianmario Verona

### Professeurs et étudiants
- Mario Monti, ancien commissaire de la commission européenne à la Concurrence
- Alberto Nagel, administrateur délégué de Mediobanca
- Paul Krugman, professeur et économiste, prix Nobel d'économie en 2008
- Diego Piacentini, vice-président d'Amazon
- Alberto Alesina, professeur et ancien président du Département d'économie de l'université Harvard (2003-2006)
- Fabrizio Saccomanni, directeur général de la Banque d'Italie
- Marco Saltalamacchia, vice-président de BMW Europe.
- Alessandro Profumo, PDG d'Unicredit
- Ruggero Magnoni, vice-président de Lehman Brothers Europe
- Jörg Asmussen, économiste et secrétaire d'État au ministère des Finances en Allemagne depuis 2008
- Vittorio Colao, PDG de Vodafone
- Andrea Agnelli, président de la Juventus depuis 2010, administrateur des sociétés Exor et Fiat
- Vittorio Grilli, homme d'affaires et ministre de l'économie et des Finances du gouvernement Monti
- Marco Tronchetti Provera, président de Pirelli & C. Spa et ancien président de Telecom Italia
- Nouriel Roubini, économiste senior au département du Trésor des États-Unis et professeur d'économie au Stern School of Business de l'Université de New York
- Carlo Buora, vice-président de Telecom, ancien administrateur de Pirelli
- Giovanni Cobolli Gigli, homme d'affaires, président de la Juventus entre 2006 et 2009
- Andrea Formica, PDG de Toyota Europe
- Luca De Meo, directeur général du groupe Renault
- Enrico Cucchiani, membre du conseil d'administration d'Allianz SE
- Fabrizio Saccomanni, économiste italien, directeur général de la Banque d'Italie depuis 2006, confirmé en 2012
- Gabriel Grego, est un homme d'affaires et investisseur américain
- Teresa de Lauretis, théoricienne queer
- Paola Sapienza, économiste
- Alessandro Lamanna, administrateur de Nokia Italie
- Riccardo Bauer, historien, homme politique et antifasciste lors de la Seconde Guerre mondiale
- Matteo Arpe, ancien administrateur délégué de Capitalia
- Emma Marcegaglia, présidente de Confindustria
- Roberto Mazzotta, président de la Banca Popolare di Milano
- Tommaso Padoa-Schioppa, ministre de l'Économie et des Finances du gouvernement Prodi II
- Giancarlo Pallavicini, économiste et académicien de la fédération scientifique de Russie
- Emma Bonino, ministre du Commerce international du gouvernement Prodi II
- Corrado Passera, PDG de Banca Intesa
- Milan Perovic, administrateur de Telecom Montenegro
- Barbara Pollastrini, ministre du Droit et à l'Égalité des chances du gouvernement Prodi II
- Mario Resca, président de McDonald's Italie
- Paolo Scaroni, PDG d'ENI
- Guglielmo Tagliacarne, statisticien et secrétaire général de la Chambre de commerce de Milan
- Luigi Zingales, professeur de finance à la Booth School of Business de l'université de Chicago
- Lara Comi, femme politique italienne
- Lucio Stanca, ancien ministre de l'Innovation et de la Technologie du gouvernement Berlusconi IV, administrateur en chef de Expo 2015
- Renato Soru, fondateur de Tiscali
- Fabrizio Viola, directeur général de la Banca Popolare de Milan
- Pierre Casiraghi, petit-fils du prince Rainier III de Monaco, homme d'affaires
- Federico Marchetti, fondateur et PDG de YOOX Group
- Carla Sozzani, personnalité de la mode à Milan
- Jelena Djokovic, mannequin et femme du joueur de tennis Novak Djokovic, PDG de Novak Djokovic Foundation
- Clarence Seedorf, joueur et entraîneur de football néerlandais
- George Biagi, joueur de rugby à XV italo-écossais
- Antonio Casilli, sociologue, maître de conférences en humanités numériques à Télécom ParisTech et chercheur au Centre Edgar-Morin de l’EHESS
- Olivier Jaillon, chef d'entreprise, CEO La Parisienne Assurances

## Lien
- Viale Bligny